# Capitão-de-fronte-dourada
Capitão-dourado ou capitão-de-fronte-dourada (nome científico: Capito auratus) é uma espécie de ave piciforme da família Capitonidae.
Pode ser encontrada no Bolívia, Brasil, Colômbia, Equador, Peru e Venezuela.
Possui tamanho médio de 20 cm.

## Subespécies
São reconhecidas oito subespécies:
- Capito auratus aurantiicinctus (Dalmas, 1900) - Venezuela (região do alto rio Orinoco, oeste de Bolívar e Amazonas).
- Capito auratus hypochondriacus (Chapman, 1928) - norte do Brasil (Roraima ao longo do rio Branco até os rios Negro e Solimões).
- Capito auratus mitidior (Chapman, 1928) - extremo leste da Colômbia e sul da Venezuela até a fronteira entre Brasil e Peru.
- Capito auratus punctatus (Lesson, 1830) - sul e centro da Colômbia ao longo do leste dos Andes até o centro do Peru (Junín).
- Capito auratus auratus (Dumont, 1816) - nordeste do Peru (foz do rio Napo ao longo do rio Amazonas até o rio Ucayali).
- Capito auratus orosae (Chapman, 1928) - leste do Peru (rio Orosa até o rio Javari, até o extremo oeste do Brasil no  Acre).
- Capito auratus insperatus (Cherrie, 1916) - sudeste do Peru, norte da Bolívia e oeste do Brasil (Calama).
- Capito auratus amazonicus (Deville & Des Murs, 1849) - oeste do Brasil ao sul do rio Solimões do alto rio Juruá até o rio Purus).